# Isola Khvostof
Khvostof (in lingua aleutina Atanax; in russo Хвостова, Hvostova) è un'isola che fa parte delle Rat, un gruppo delle Aleutine occidentali e appartiene all'Alaska (USA). Ha preso il suo nome dall'ufficiale navale russo Nikolaj Aleksandrovič Chvostov (Хвостов, Николай Александрович) che esplorò la regione assieme a Gavriil Ivanovič Davydov (Давыдов, Гавриил Иванович) (che ha dato a sua volta il nome all'isola Davidof) come narrato nel libro "Duplice viaggio in America degli ufficiali della marina Hvostov e Davydov" del 1810.
L'isola sale ripida sulla sua sponda occidentale, fino ad un'altezza di 256 metri. La parte orientale dell'isola è caratterizzata da un altopiano che digrada dolcemente. Khvostof è probabilmente il residuo dell'eruzione di una grande vulcano che esplose nel Terziario.